# Fumana grandiflora
Fumana grandiflora là một loài thực vật có hoa trong họ Nham mân khôi. Loài này được Jaub. & Spach mô tả khoa học đầu tiên năm 1848.